# Batina

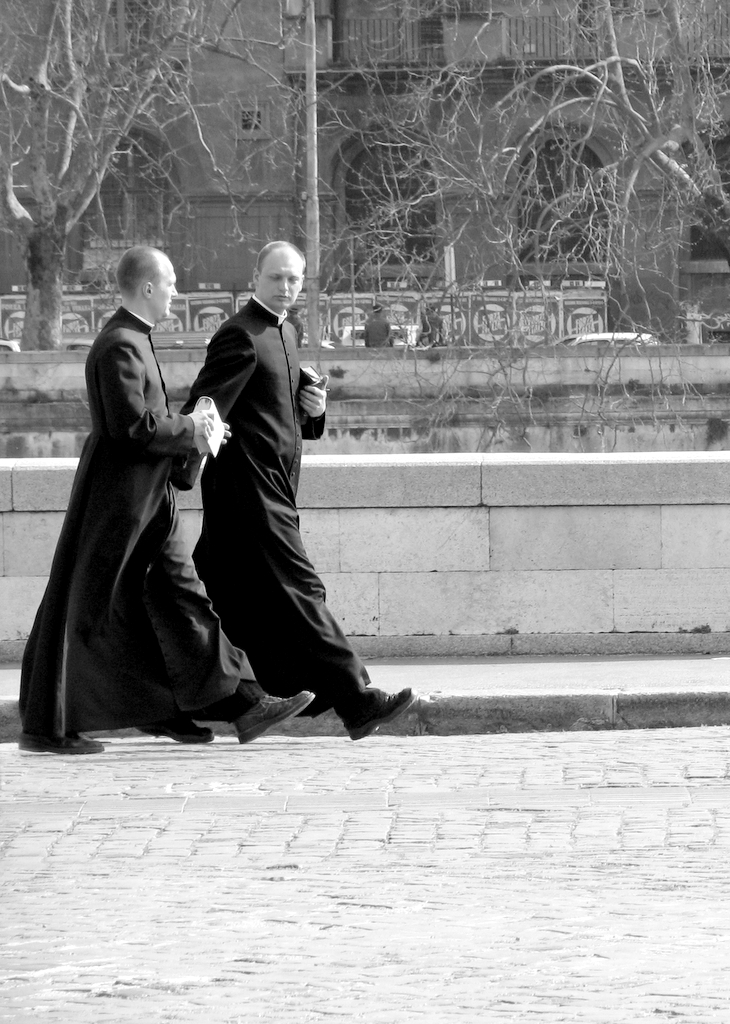
Padres católicos usando batina em Roma, Itália.

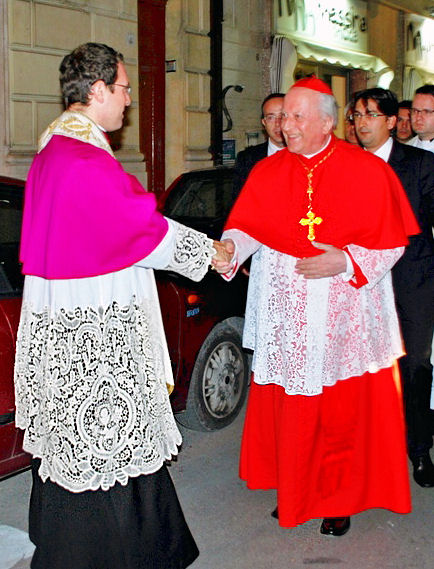
Um cónego e um cardeal.

A batina ou sotaina é uma roupa eclesiástica, própria dos seminaristas, clérigos (diáconos, presbíteros - padre e bispos). Tradicionalmente, possui 33 botões de alto a baixo, representando a idade de Cristo, cinco botões em cada punho, representando as cinco chagas de Cristo.
À cintura pode ser usada uma faixa, que tem duplo significado: 1.º a castidade (antigamente se acreditava que a libido sexual estava diretamente relacionada aos rins, então rins cingidos significava castidade); 2.º a Igreja peregrina na terra (quando Israel fazia grandes peregrinações usava-se um cíngulo para cingir os rins de modo que ao caminhar não ficasse dolorido, assim rins cingidos significa peregrinação). A cor da faixa varia segundo o grau na hierarquia católica: preta para seminaristas, diáconos e padres; violácea para padres com título de Monsenhor, bispos e arcebispos; vermelha para cardeal e branca para o Papa.
A batina é toda preta, com colarinho branco: o preto representa a morte para o mundo, e o branco, a pureza.
Bispos usam batina preta, com filetes violáceos e faixa violácea. Já os cardeais usam batina preta, com filetes e faixa vermelhos. O Papa veste batina inteiramente branca. A batina dos monsenhores possui filetes violáceos.
Em regiões de clima quente, é permitido que se use batinas de cores mais claras, como cinza ou creme. Os filetes e a faixa devem ser correspondentes ao grau hierárquico do clérigo, pois só o Papa pode usar batina inteiramente branca.
O uso da batina por clérigos católicos tem início com a preservação da parte destes das vestes talares dos antigos romanos. A cor preta padronizou-se a partir do seu uso pela Companhia de Jesus. O Código do Direito Canónico no cânone 284 estipula: "Os clérigos usem traje eclesiástico conveniente, segundo as normas estabelecidas pela Conferência episcopal, e segundo os legítimos costumes dos lugares". A obrigatoriedade do uso de um traje eclesiástico, portanto diverso do usado pelos leigos, é ainda reforçado pelo Diretório para o Ministério e a Vida dos Presbíteros da Congregação para o Clero. Este traje eclesiástico pode ter as seguintes formas: o hábito religioso do clero subordinado a uma ordem religiosa ou sociedade de vida apostólica, pela batina de estilo romano ou pela camisa de estilo clerical.
Costuma-se ainda usar a peregrineta, espécies de mini-mantos envoltos ao pescoço, na mesma cor da batina e com a borla filetada.
Usa-se também juntamente com a batina o Solidéu - um pequeno recorte ovado de seda, ou o Saturno (capelo) - chapéu de padre, ou ainda o barrete, tudo nas cores específicas do grau correspondente.
Nas liturgias em que o clérigo não concelebra, usa-se a veste coral e neste caso muda-se a cor da batina para alguns.
A batina com sobrepeliz é também uma das vestes próprias para os ministério litúrgico dos acólitos.

## Igreja Católica

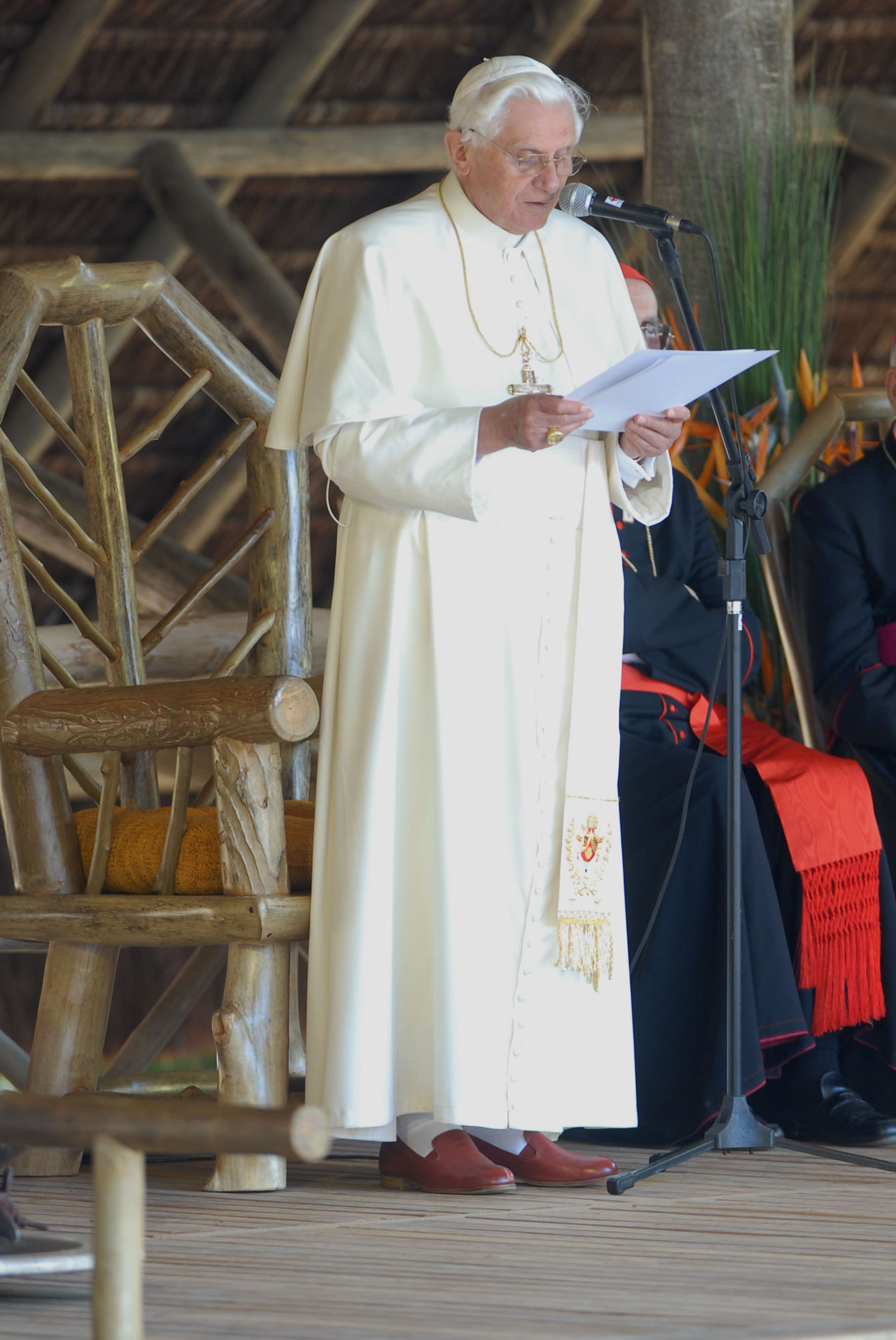
Papa Bento XVI em batina branca, com peregrineta e fáscia franjada com seu brasão de armas.

A batina (ou sotaina) possui variados estilos e cortes, contudo, sem nenhum simbolismo atribuído a estes em particular. Uma batina romana eventualmente possui uma série de botões frontais - geralmente, 33 botões (simbolizando os anos terrenos de Cristo). Em alguns países anglófonos, esta sequência de botões é meramente ornamental, com uma espécie de braguilha, conhecida como zíper Chesterfield. Uma batina em estilo francês também possui botões costurados para as mangas, semelhante a um terno, e uma parte inferior mais folgada. Uma batina ambrosiana possui somente cinco botões sob o colarinho, com uma faixa na cintura. Uma batina jesuíta, ao invés de botões, possui um zíper preso no colarinho, sendo atada à cintura por uma faixa.
A batina romana comum dos clérigos católicos é de cor preta, exceto em regiões tropicais, onde, por conta do calor, é de cor branca e geralmente sem a peregrineta. A cor dos adornos variam de acordo com a hierarquia: roxo para o Capelão de Sua Santidade; vermelho amaranto para bispos, protonotários e prelados; e vermelho escarlate para cardeais.
A Instrução de Vestimentas de 1969 estabelece que para todos os clérigos, inclusive cardeais, a veste de uso ordinário pode ser uma batina simples de cor preta.
A faixa presa à cintura, também conhecida como fascia, pode ser utilizada juntamente com a batina. A Instrução sobre as vestes dos prelados especifica que as duas extremidades que pendem ao lado tenham franjas de seda, abolindo a faixa com borlas. A fascia preta é utilizada por padres, diáconos e seminaristas, enquanto a fascia de cor roxa é destinada aos bispos, protonotários, prelados e ao Capelão de Sua Santidade. A fascia de cor escarlate é usada pelos cardeais e a de cor branca é de uso exclusivo do Papa.
Quanto às vestes corais, capelães de Sua Santidade vestem batina de cor preta, aparadas em roxo com a sobrepeliz. Bispos, protonotários e prelados utilizam a batina totalmente em cor roxa (com sobrepeliz, roquete ou mozeta). Cardeais vestem batina totalmente escarlate e adicionalmente têm ambas as mangas da batina coral e da fáscia feitas de seda escarlate-regada. O corte da batina coral pode ser ainda francês ou romano.
No passado, uma batina de cardeal era confeccionada em seda revestida, tendo também uma cauda. O uso desta cauda foi abolido pelo motu proprio Valde solliciti, promulgado pelo Papa Pio XII em 1 de janeiro de 1953. Através do mesmo motu proprio, o Papa determinou que a batina violeta (então, utilizada em períodos de penitência e de luto) fosse confeccionada em lã.
| Papa | Papa emérito | Cardeal | Bispo Protonotário apostólico Prelado honorário | Capelão de Sua Santidade | Padre Diácono |

## Igreja Anglicana

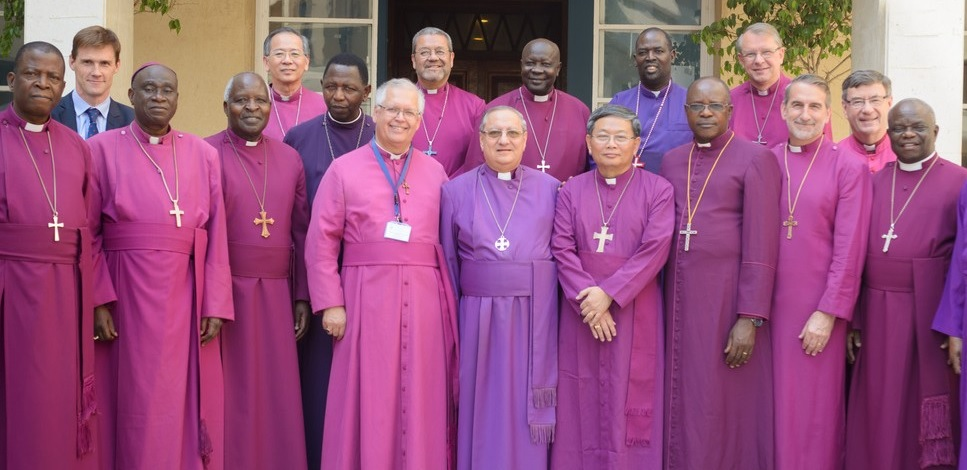
Primazes e bispos anglicanos veste púrpura

O clero anglicano frequentemente usa batinas de cores: preto, vermelho e púrpura. E outras variações como: o carmesim, azul, violeta, cinza, magenta, lilás ou branco.

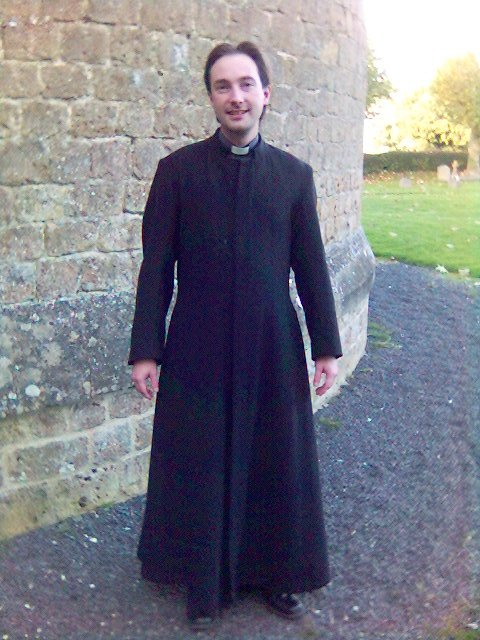
Um Sacerdote anglicano usando uma batina sobretudo de peito único

O uso do modelo da batina nas dioceses anglo católica é o mesmo ao da Igreja Católica Romana. Porém como todo episcopado anglicano tem sua autonomia própria, não existe uma regra geral a respeito de cada tradição e uso da batina. Por exemplo, há as dioceses reformadas que usam uma batina de peito duplo presa por três botões visíveis na região do tórax em referencia a Trindade, com uma faixa na cintura. Enquanto outros de cunho ecuménico usam uma bata de peito único com variações nos modelos. Também existem as igrejas que seguem o evangelicalismo, e "dispensam" o uso da batina, mais podendo ser usada em situações excepcionais. Com a modernidade nos dias actuais a batina foi substituída pela camisa clerical, porem sua tradição não foi abolida, na Inglaterra também é usada como um sobretudo por cima da camisa clerical.
Além das Batas púrpuras dos sacerdotes o vermelho é devidamente usado por capelães para a Rainha e por membros de fundações reais, como a Abadia de Westminster e algumas capelas da faculdade de Cambridge.
Batas são por vezes também usado por leitores, servidores de altar e membros do coro. Normalmente, os leitores e os servidores de altar usam batas pretas, mas as usadas pelos coros costumam ser coloridas.
Hierarquia
| Bispo | Presbítero | Diácono |

## Luteranismo
| Pastor | Bispo | Padre (Norueguês) |

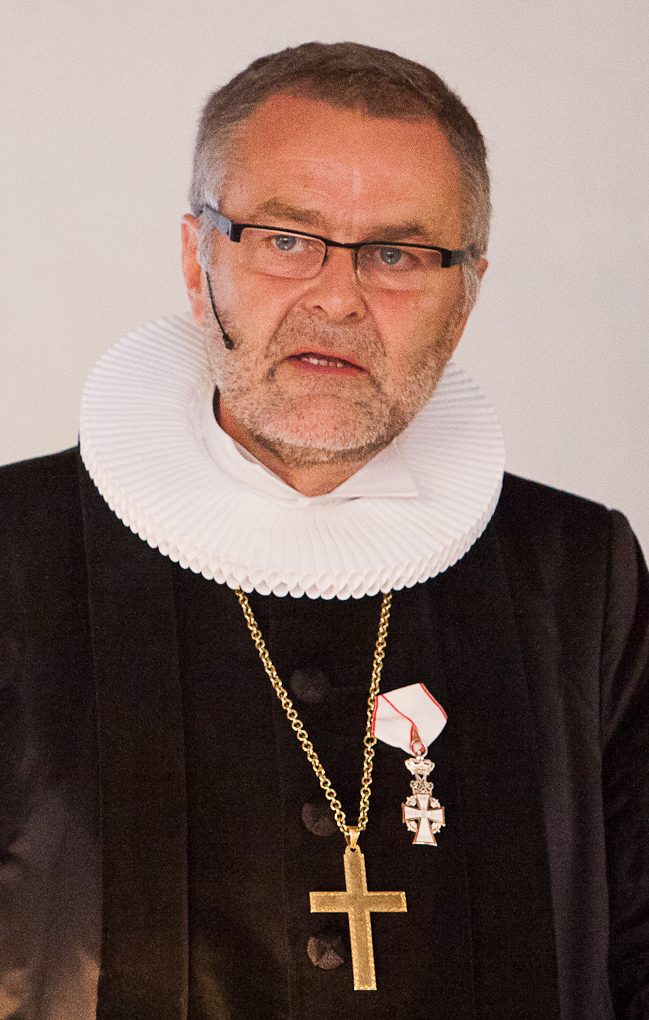
Bispo luterano dinamarquês.

Os sacerdotes luteranos usam vestes pretas ou brancas (semelhantes a Batina Católica Romana), normalmente os pastores utilizam uma veste preta com as abras brancas de pregação (Também usada por reformados) instituído na Prússia pelo rei Frederico Guilherme III em 1811, em ocasiões específicas como casamentos e alguns cultos são usadas vestes brancas com estola sacerdotal. Já os bispos utilizam uma aba que contorna todo o pescoço, e uma cruz ( mais utilizado em países nórdicos). Porém como cada igreja de determinado país possui autonomia própria alguns bispos utilizam mitra, e casula. 
As vestimentas luteranas podem ser chamadas tanto de batina, quanto Talar em alguns países. No cotidiano os ministros luteranos usam a gola clerical, em algumas igrejas nos Estados unidos leitores e cantores utilizam batas. Uma regra geral para o traje do padre ( em alguns países o sacerdote luterano é chamado de padre) durante o culto é encontrada na página 52 do livro ''Vestimentas da comunhão'': "Deve ser observado especialmente que o padre encarregado do serviço não deve usar a casula quando deixar o altar para realizar qualquer serviço: Pregação, batismo ou de outra forma. Ele deve adiar a casula e deixá-la junto ao altar.Se o serviço no altar tiver que ser continuado mais tarde, ele deverá colocá-lo novamente, mas a sobrepeliz será usada durante todo o serviço do começo ao fim ".
No Ritual de 1685 para a "Igreja da Dinamarca e da Noruega", na página 11, lemos: "O padre que tem o encargo do Serviço de Comunhão vem antes do Altar imediatamente depois que o sino tocou pela última vez e põe o" Vestimentos apropriados "que são: uma Surplice de linho branco (alb - Messeskjorte) e uma Chasuble". e "enquanto o culto perde com um hino, o padre adia as vestes, mas permanece de pé diante do altar até o culto terminar".

## Igreja Ortodoxa
| Bispo | Padre | Padre (casado) | Hieromonge | Monge | Subdiácono Cantor |

## Galeria

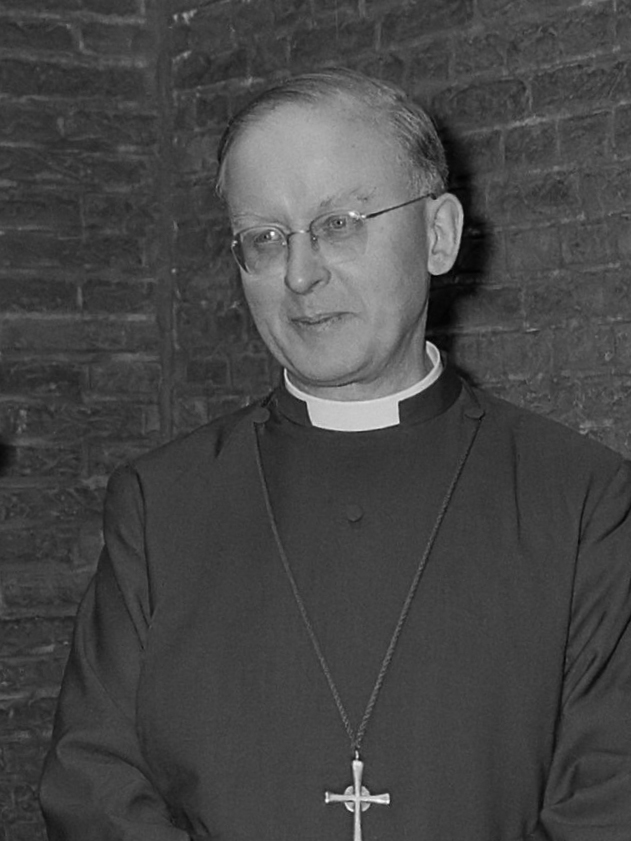
Arcebispo da Cantuária Donald Coggan com batina anglicana de peito duplo preta.
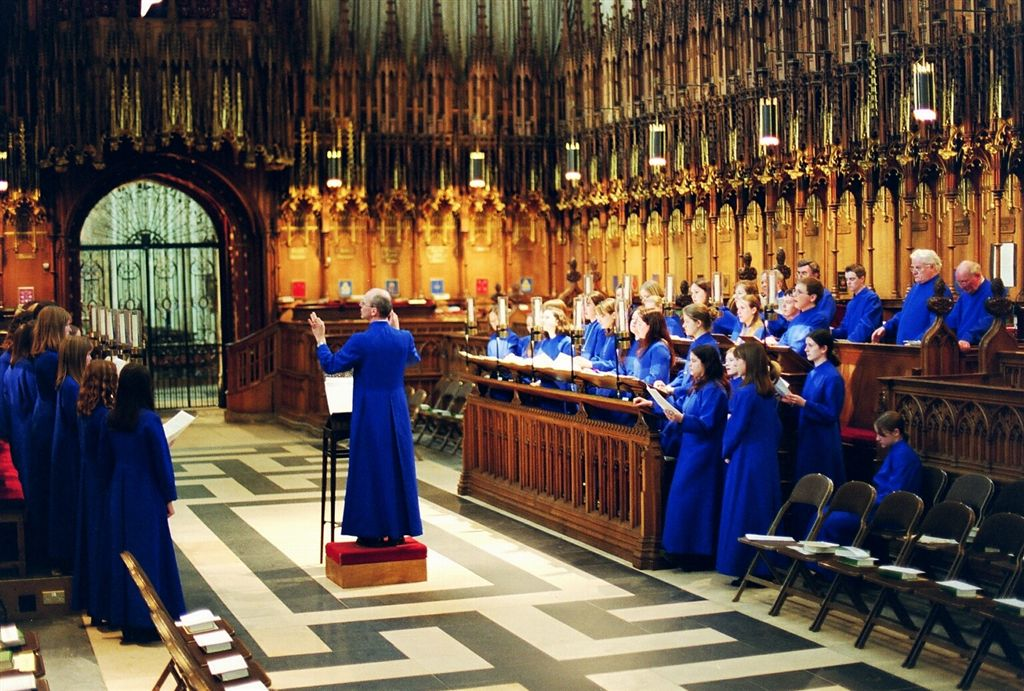
Coro anglicano na Catedral de Iorque usando batinas de cor azul.
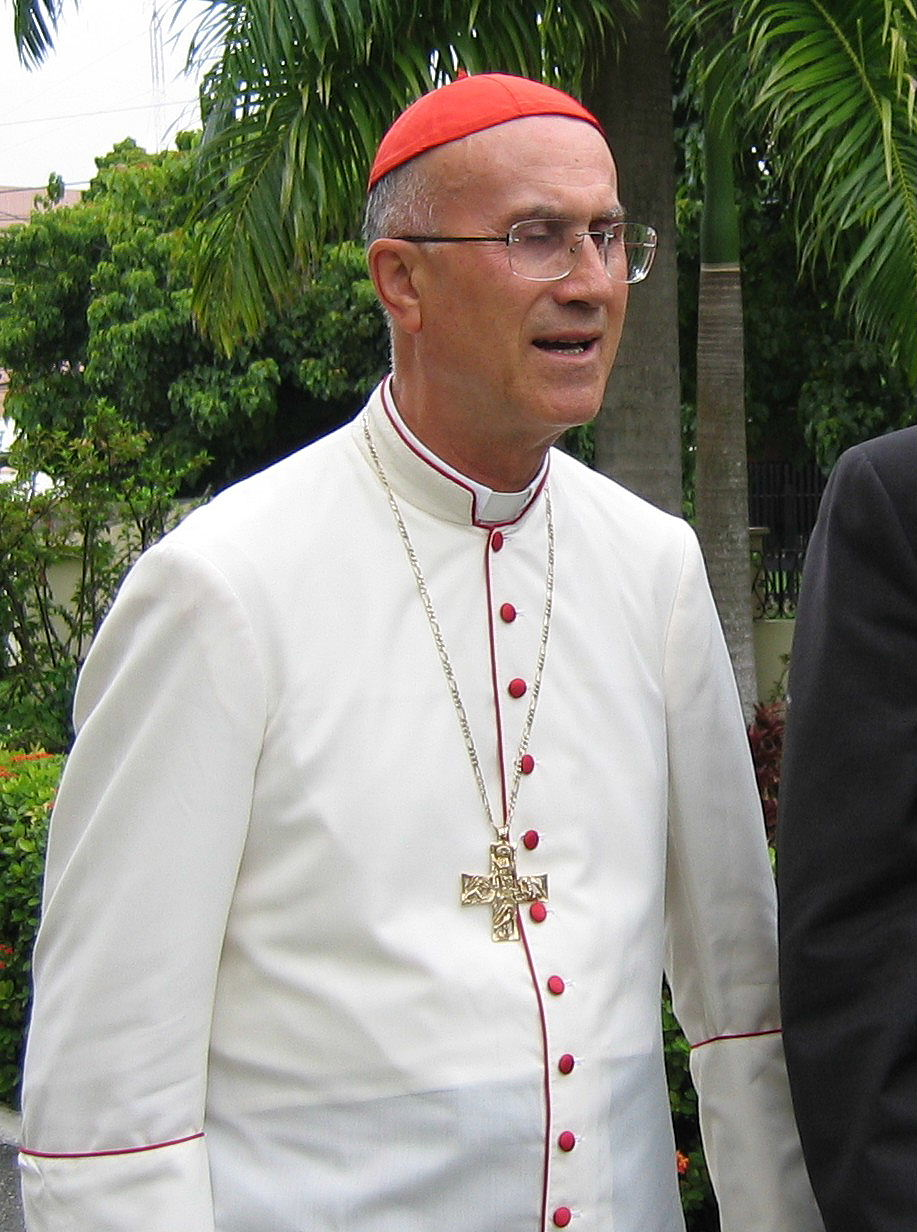
O cardeal Tarcisio Bertone usando a batina branca aprovada por indulto para regiões tropicais. Como um cardeal, a sua batina é aparada em escarlate
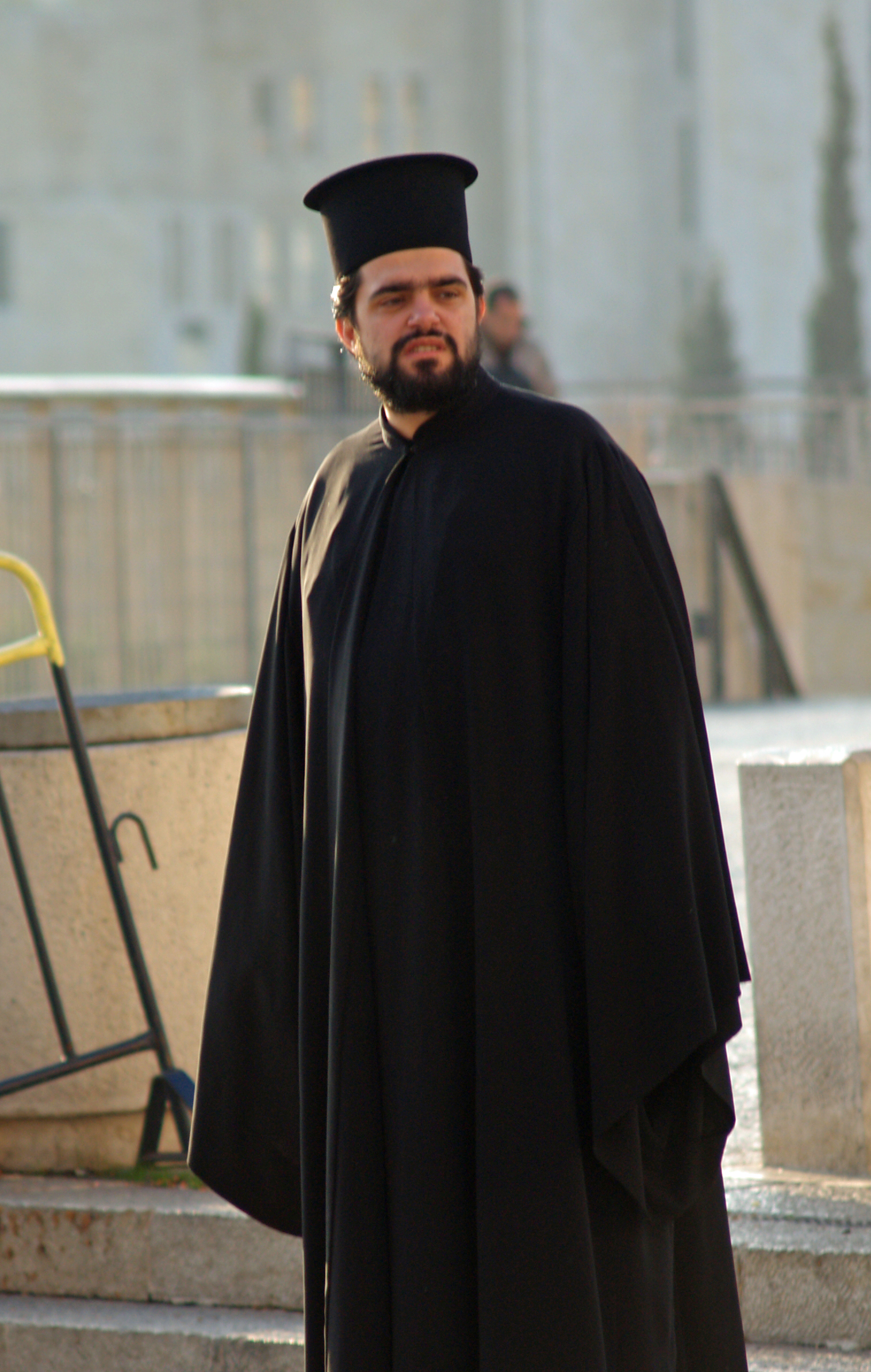
Um clérigo ortodoxo grego usando uma batina externa (exorason) e camelauco
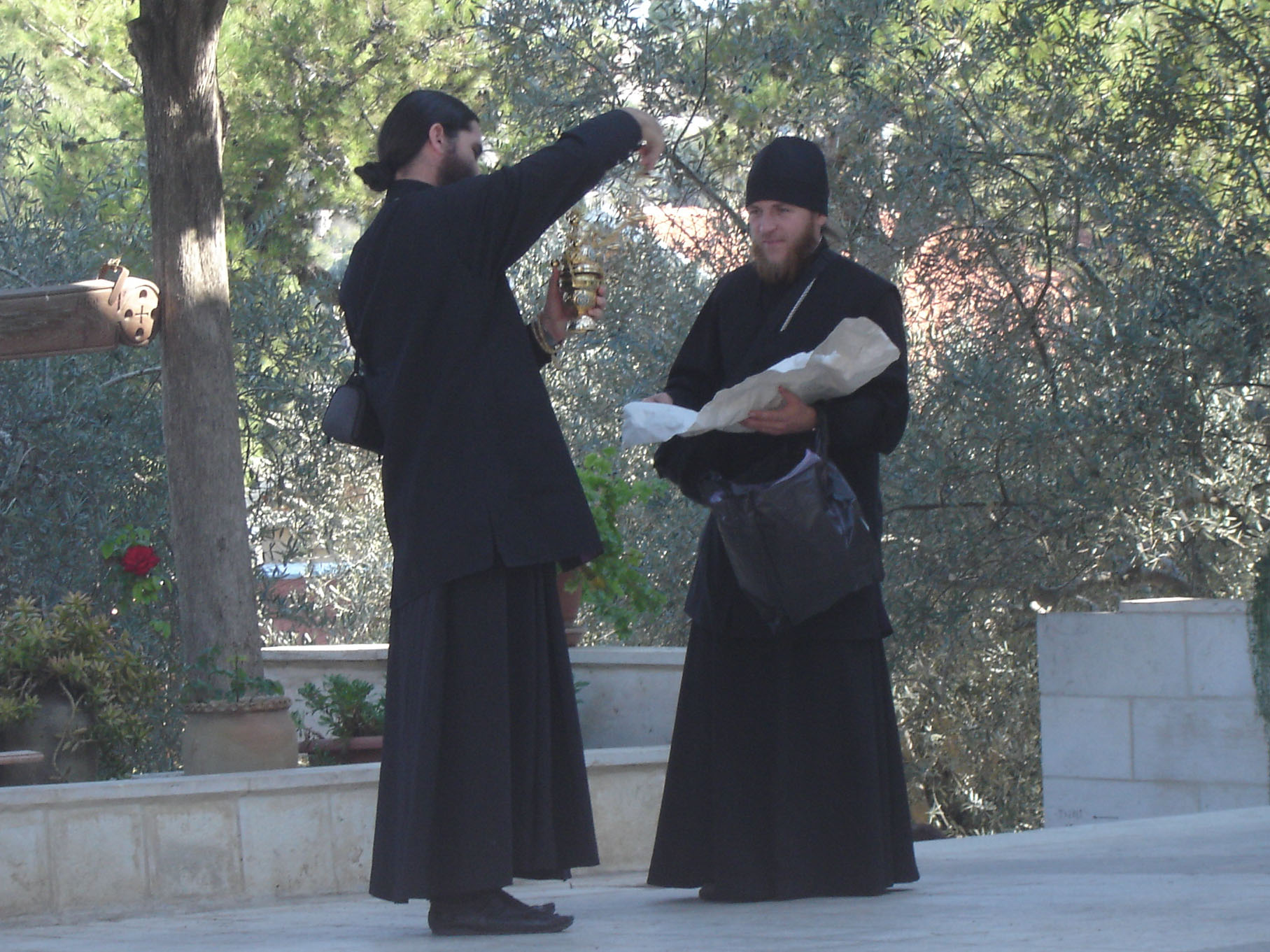
Um clérigo ortodoxo russo próximo a Ein Carem, Jerusalém. Cada um está usando um podryasnik e batina. O hieromonge (à direita) está usando skoufos e uma cruz peitoral
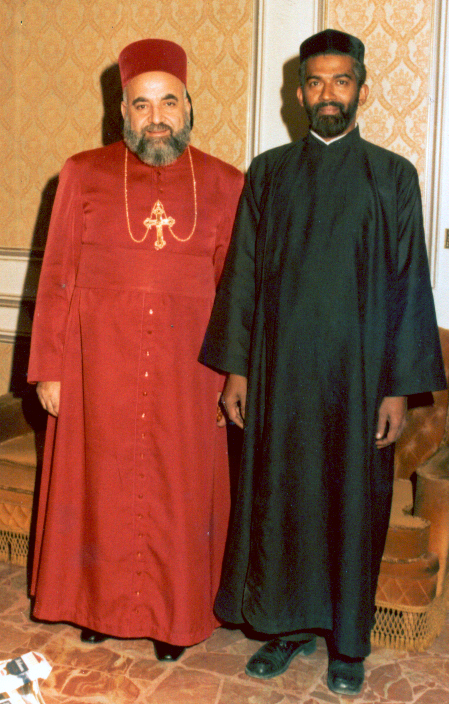
O patriarca de Antioquia ortodoxo Inácio Zakka I Iwas (em batina vermelha) e um padre (de preto)
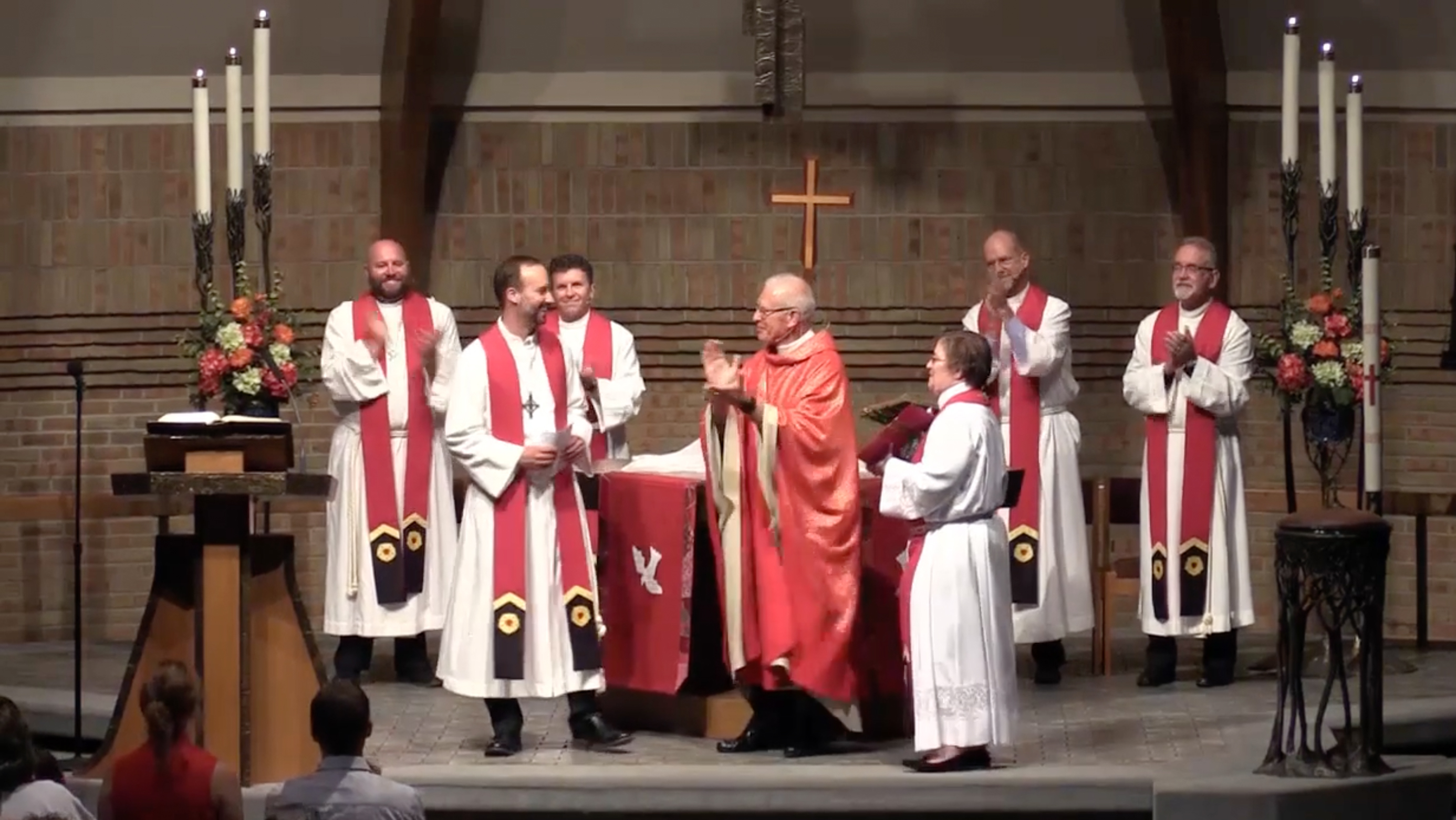
Sacerdotes luteranos usando batinas com estola, e no centro um clérigo de casula.
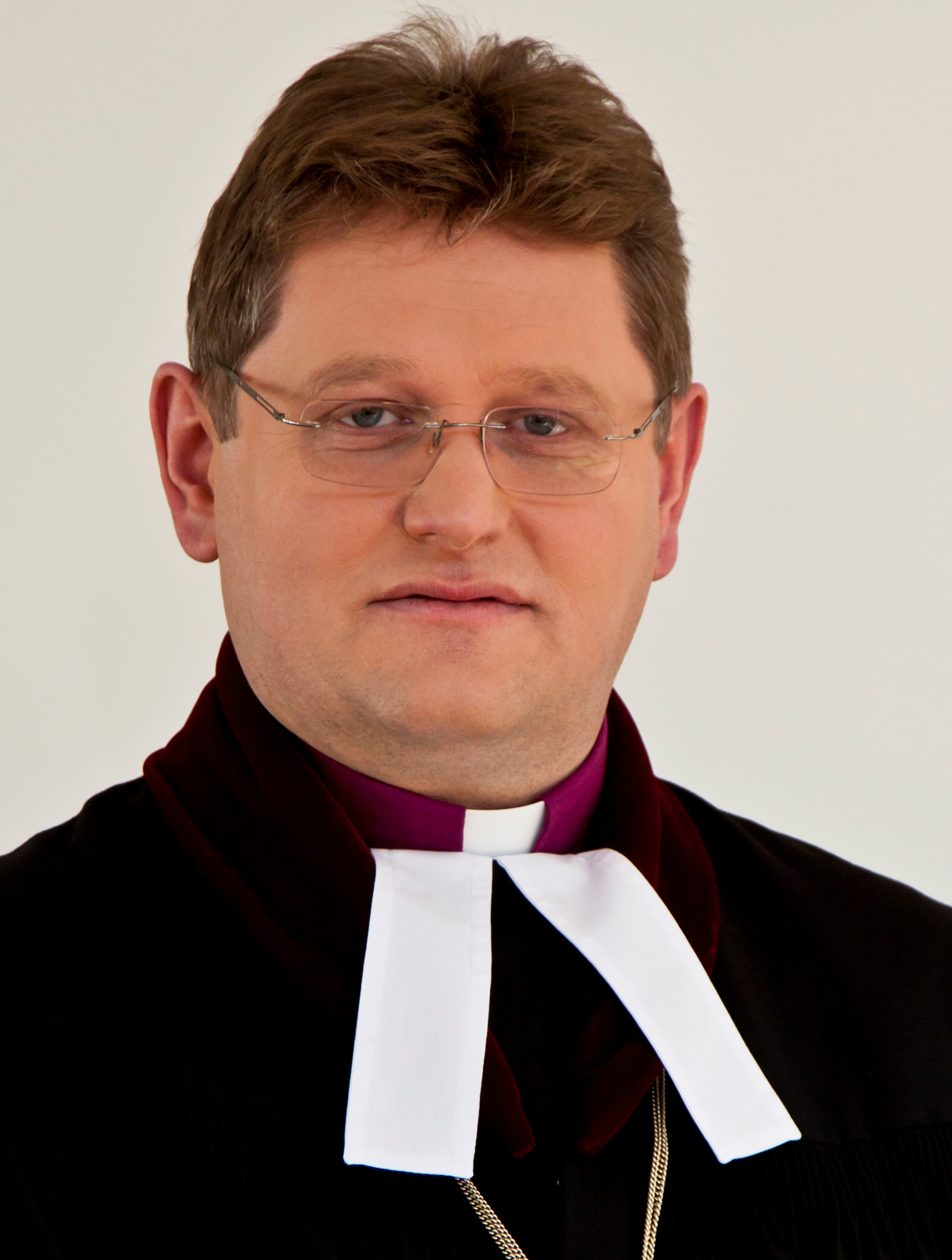
Clérigo luterano Jerzy Samiec usando batina preta e aba de pregação.